# Aliganj
Aliganj é uma cidade e um município no distrito de Etah, no estado indiano de Uttar Pradesh.

## Geografia
Aliganj está localizada a 27° 30′ N, 79° 11′ L. Tem uma altitude média de 154 metros (505 pés).

## Demografia
Segundo o censo de 2001, Aliganj tinha uma população de 24,269 habitantes. Os indivíduos do sexo masculino constituem 53% da população e os do sexo feminino 47%. Aliganj tem uma taxa de literacia de 53%, inferior à média nacional de 59.5%; com 60% para o sexo masculino e 40% para o sexo feminino. 18% da população está abaixo dos 6 anos de idade.